# Ruppert Mihály
Ruppert Mihály (1942. április 5. –) labdarúgó, középpályás.

## Pályafutása
1965 és 1967 között a Komlói Bányász labdarúgója volt. Az élvonalban 1965. március 14-én mutatkozott be a Bp. Honvéd ellen, ahol csapata 3–0-s vereséget szenvedett. 1968 és 1971 között a Dunaújváros játékosa volt. Az élvonalban összesen 111 mérkőzésen szerepelt és egy gólt szerzett.